# HMS Sphinx (J69)
«Сфінкс» (англ. HMS Sphinx (J69) — військовий корабель, тральщик типу «Гальсіон» Королівського військово-морського флоту Великої Британії часів Другої світової війни.

## Історія створення
Тральщик «Сфінкс» закладений 17 січня 1938 року на верфі William Hamilton and Company у Порт-Глазго. 7 лютого 1939 року він був спущений на воду, а 27 липня 1939 року увійшов до складу Королівських ВМС Великої Британії. 

## Історія служби
Тральщик взяв участь у бойових діях на морі в Другій світовій війні, переважно бився у Північній Атлантиці. 2 лютого 1940 року потоплений німецькими бомбардувальниками He 111 зі складу KG 26 X повітряного корпусу біля Морі-Ферт.